# 大留荒子古墳
大留荒子古墳（おおどめあらここふん）は愛知県春日井市にある古墳。

## 概要
墳径約10メートルの円墳で、区画整理事業に伴い1988年（昭和63年）に発掘調査されたのち翌1989年（平成元年）に内津川沿いにある荒子公園に移設された。移設に際しては石室の開口部を約20度南側に移してあるほか、天井石や葺石など不足の石材を別途用意して「築造当時の状態に近づけた」とする形で復元された。出土した金環（耳環）の数から被葬者が複数であった可能性もあり、この地域の有力者の家族墓が想定されている。また、その他の出土品から7世紀前半の築造と考えられている。
周辺には、親王塚古墳や天王山古墳など複数の古墳が残されており、同じ集団による古墳群の可能性も指摘されている。

## 規模と構造

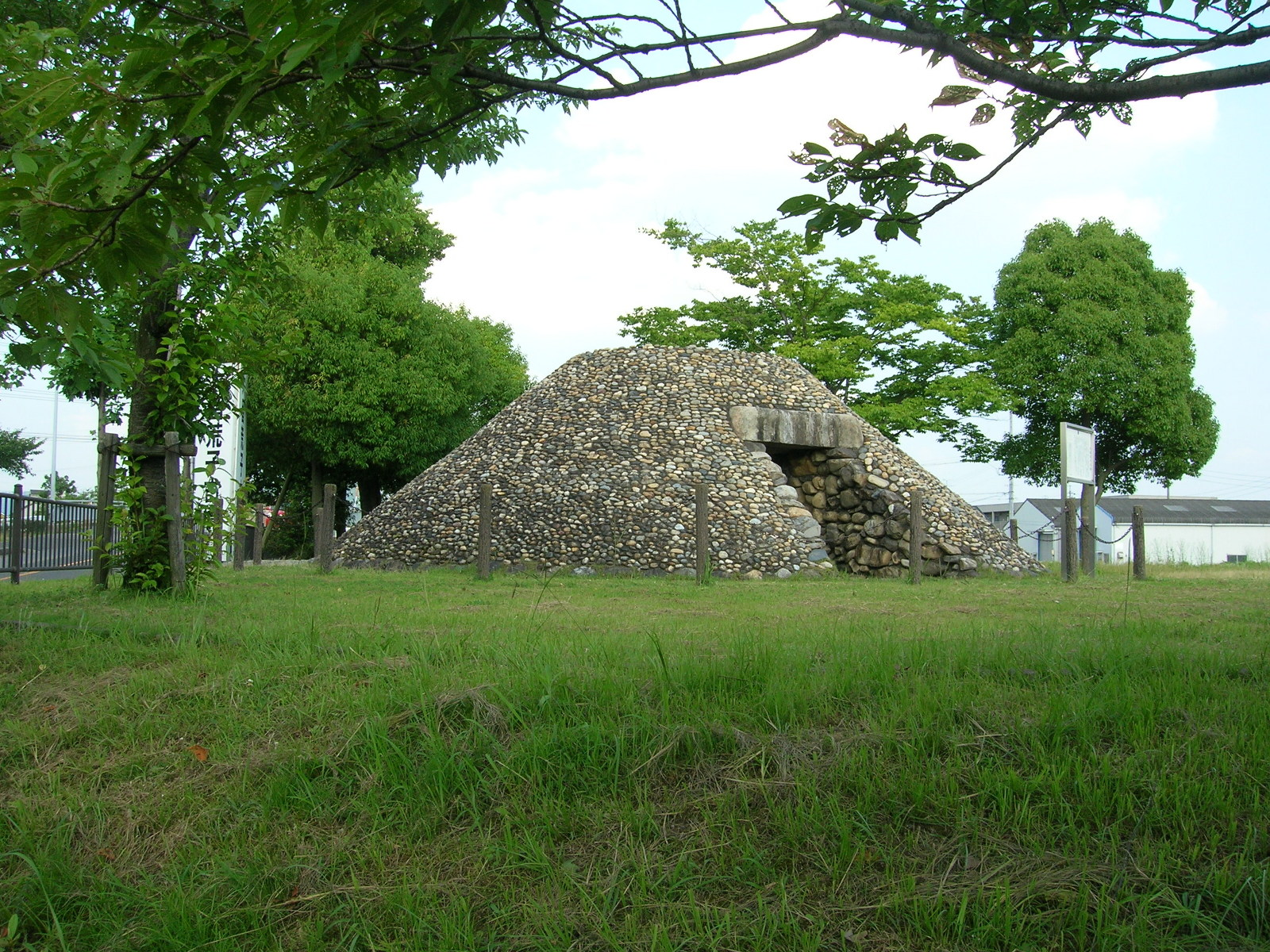
北側から見た墳丘

墳径約10メートル、墳高約2.5メートル。庄内川の河岸段丘（標高約28メートル）に位置し、1988年の2度の発掘調査で須恵器や直刀などが出土した。主体部は全長約6メートルの両袖型横穴式石室で、玄室長が約3メートル、羨道が約2.4メートル、奥壁幅は約1.5メートルあり、庄内川の河原石（長径40センチメートル前後）を使用した乱石積みで、持ち送り積みによって上部を狭める形を取っていたが、発掘時にはすでに天井石が石室内に落下していた。

## 出土品
- 須恵器
  - 提瓶 - 1
  - 横瓮形長頸瓶 - 1
  - 高坏 - 2
- 金環 - 4
- 直刀 -1
- 鉄鏃 - 若干